# Luis Castillo (político peruano)
Luis Castillo fue un político peruano. 
Fue elegido diputado por la provincia de Quispicanchi entre 1868 y 1871 durante el gobierno de José Balta y reelecto en 1872 durante el gobierno de Manuel Pardo.